# Botryllus horridus
Botryllus horridus är en sjöpungsart som beskrevs av Saito och Shunki Okuyama 2003. Botryllus horridus ingår i släktet Botryllus och familjen Styelidae. Inga underarter finns listade.